# Manulife Financial
Manulife Financial Corporation (również jako The Manufacturers Life Insurance Company) – największa kanadyjska firma ubezpieczeniowa, o zasięgu globalnym, zapewniająca również usługi finansowo-inwestycyjne. Główna siedziba światowa mieści się w Toronto, zaś krajowa w Waterloo (Ontario).
Biorąc pod uwagę wartość giełdową (43 mld CAD w 2008) Manulife Financial jest największą kompanią ubezpieczeniową w Ameryce Północnej i czwartą na świecie. Na liście 2000 największych przedsiębiorstw świata według Forbesa zajmuje 91. pozycję (2008), a wśród firm z Kanady - drugą.
Manulife Financial prowadzi operacje na całym świecie, choć przede wszystkim w USA (pod nazwą przejętej firmy John Hancock Insurance). Działa w 19 krajach azjatyckich, jest notowana na giełdach w Toronto, Nowym Jorku, Hongkongu i na Filipinach.

## Historia
Firma powstała w 1887 pod pierwotną nazwą The Manufacturers Life Insurance Company. Jej pierwszym prezydentem został pierwszy historycznie premier Kanady – Sir John A. Macdonald. W 1897 obszar działania rozszerzony został o rynki azjatyckie, poczynając od Szanghaju i Hongkongu, a od 1901 – w Japonii.
Na rynku północnoamerykańskim Manulife wchłonął kilka innych towarzystw ubezpieczeniowych, m.in. North American Life i Zurich Life. W 2004 przejął za ponad 10 mld dol. zasłużoną, z o 25 lat dłuższym rodowodem, amerykańską firmę ubezpieczeniową John Hancock Insurance, utrzymując tę nazwę dla swoich operacji w Stanach Zjednoczonych. Obecnie trwają rozmowy w sprawie ewentualnego przejęcia zagrożonego kryzysem towarzystwa ubezpieczeniowego American International Group.
1 stycznia 1993 Manulife powołał własny bank – Manulife Bank of Canada, który rozprowadza swe produkty i usługi poprzez sieć niezależnych doradców finansowych. Bank ten oferuje m.in. tzw. konto Manulife One – kumulujące pożyczkę hipoteczną wraz z linią kredytową oraz kontami czekowym i oszczędnościowym.
Manulife zatrudnia 47 tys. pracowników (włącznie z agentami) i przynosi roczny dochód w wysokości 4 mld dol. Przez 11 lat dyrektorem zarządzającym był Michael Wilson, który zrezygnował, aby w marcu 2006 objąć funkcję ambasadora Kanady w Stanach Zjednoczonych. Po nim na czele firmy stanął imigrant z Włoch - Dominic D’Alessandro, uprzednio wicedyrektor Royal Bank of Canada.

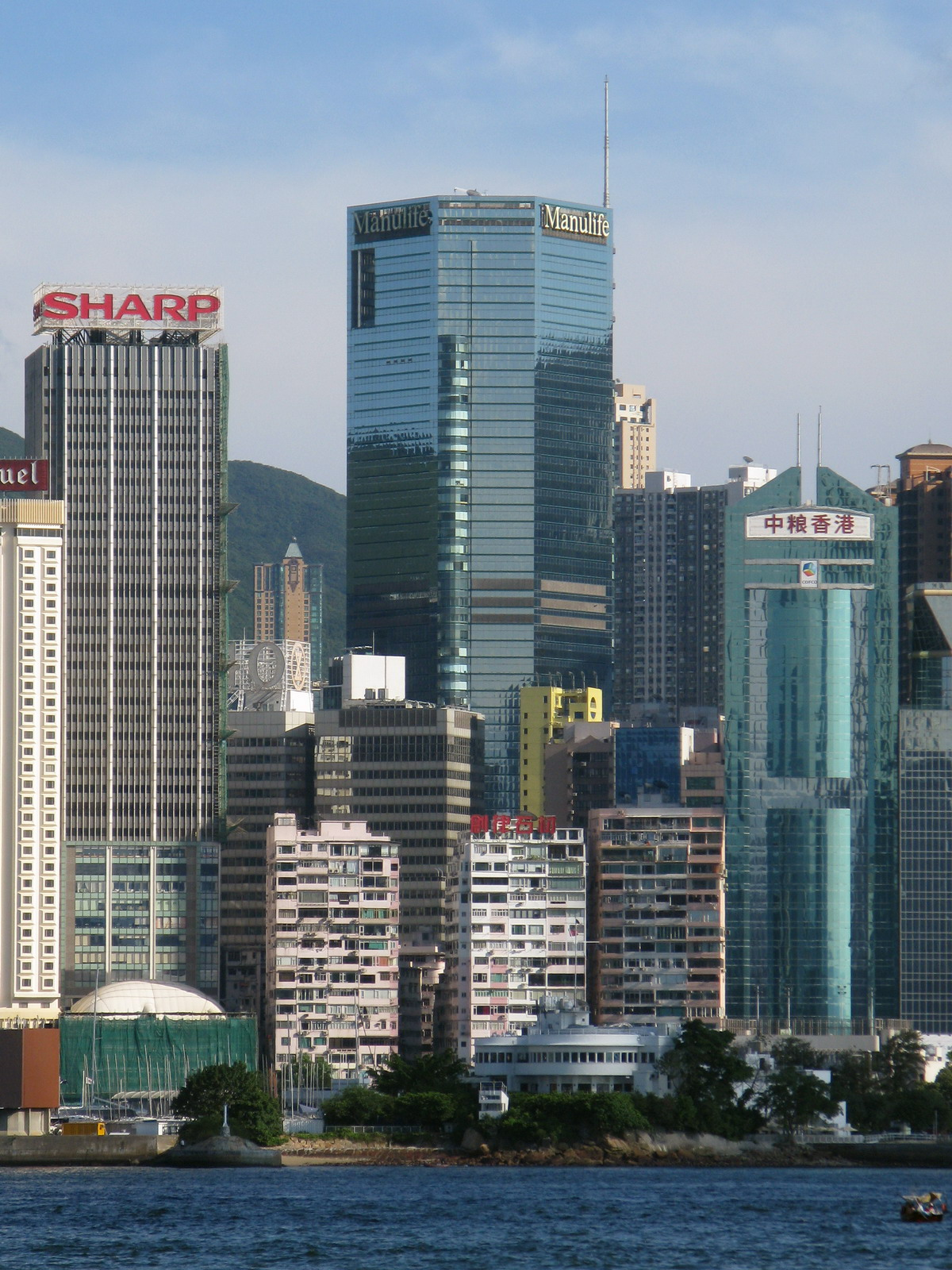
Manulife Plaza w Hongkongu

Manulife Financial był jednym z głównych sponsorów Letnich Igrzysk Olimpijskich 2008. W tym samym roku firmę po raz kolejny wyróżniono najwyższą notą „AAA“ od agencji S&P Global Ratings, zajmującej się ocenianiem siły i stabilności instytucji finansowych.
Firma jest głównym lokatorem najwyższego wieżowca w Edmonton (Alberta), nazwanego Manulife Place i wielu podobnych w świecie, m.in. Manulife Plaza w Hongkongu.